# Bakar(I) sulfid
Bakar(I) sulfid je bakar sulfid, hemijsko jedinjenje bakra i sumpora. Njegova hemijska formula je . On se nalazi u prirodi u mineralu halkocitu. On ima uzak stehiometrijski opseg od  do ..

## Priprema i reakcije
se može pripremiti jakim zagrevanjem bakra u sumpornoj pari ili . Reakcija bakarnog praha u istopljenom sumporu brzo proizvodi , dok je kuglicama bakra potrebna mnogo viša temperatura.
 reaguje sa kiseonikom da formira :
U proizvodnji bakra dve trećine istopljenog bakar sulfida se oksiduje na gornji način, a  reaguje sa neoksidovanim  da formira Cu metal: